# Dubrovački simfonijski orkestar
Dubrovački simfonijski orkestar je profesionalni glazbeni orkestar grada Dubrovnika i glavni je nositelj glazbenih zbivanja u Dubrovniku. U svojem djelovanju nastavlja glazbenu tradiciju koja je započela s razvojem još u vrijeme rane Dubrovačke Republike. 

## Povijest
Glazba u Dubrovniku razvijala se uz pomoć utjecajnih plemićkih obitelji. Prve glazbene grupe osnovane su kako bi izvodile koncerte na blagdan zaštitnika Grada Sv. Vlaha, a za izvođenje koncerata u njegovu čast birani su najtalentiraniji glazbenici.
Kako se broj glazbenika u Dubrovniku povećavao, Senat je odlučio u grad dovesti kvalificirane profesore koji će glazbi podučavati mlade. Osim što su podučavali glazbu, profesori su svirali u orkestru kneževe glazbe. Utjecaj na glazbu u Dubrovniku u to vrijeme dolazio je uglavnom iz Italije pa su profesori uglavnom bili iz Italije, a mladi glazbenici na daljnje usavršavanje su odlazili najčešće u Napulj i Rim.
Dubrovački orkestar osnovali su mladi entuzijasti, maturanti Gimnazije u Dubrovniku. Originalno ime orkestra već 1925. je promijenjeno u Dubrovački filharmonijski orkestar. Početnih godina sve veći broj mladih glazbenika i profesionalaca postaju članovi Orkestra te izvode složenija glazbena djela s poznatim dirigentima: Tadeusz Sygietynski, Josef Vlach Vruticky te praizvode djela poljsko-dubrovačkog skladatelja Ludomira Michaela Rogowskog. Svjesni raznovrsnosti turističke publike, grad Dubrovnik, uz potporu članova Orkestra, 1946. osniva Gradski orkestar Dubrovnik koji je bio profesionalno glazbeno tijelo te kao takvo i glavni nositelj glazbenih djelova programa na Dubrovačkim ljetnim igrama. Kratko je vrijeme orkestar nosio naziv Dubrovački festivalski orkestar, a s tadašnjim šefom dirigentom, Nikolom Debelićem, sedamdesetih godina ostvaruje opsežne turneje (Švicarska, Njemačka, Belgija, Nizozemska) te odlazi na tromjesečnu turneju u SAD i Kanadu (preko 120 koncerata sa solistima Vladimirom Krpanom, Ivom Pogorelićem, Valterom Dešpaljom i drugima). Orkestar 1992. zadnji put mijenja svoje ime u današnji naziv Dubrovački simfonijski orkestar.
Članovi orkestra akademski su glazbenici koji su znanje stjecali uglavnom na Muzičkoj akademiji u Zagrebu, ali i diljem svijeta. Njegova lista koncerata jako je duga, uključujući turneje po Europi, SAD-u i Indoneziji. Dubrovački simfonijski orkestar surađivao je s poznatim imenima: Lovro von Matačić, Antonio Janigro, Zubin Mehta, Kiril Kondrashin, Ernst Marzendorfer, Milan Horvat, Nikola Debelić, Pavle Dešpalj, Anton Nanut, David Ojstrah, Lord Yehudi Menuhin, Mstislav Rostropovich, Svjatoslav Richter, Henryk Szeryng, Uto Ughi, Christoph Eschenbach, Stefan Milenkovich, Ivo Pogorelić, Dubravka Tomšič, Dunja Vejzović, Ruža Pospiš Baldani, Monika Leskovar, Radovan Vlatković, Mischa Maisky, Yuri Bashmet, Julian Rachlin, Michel Legrand, Alun Francis, Ivo Dražinić, Maxim Fedotov, Goran Končar, Maxim Vengerov, Nicholas Milton, Christoph Campestrini, Dmitry Sinkovsky, Radovan Vlatković, Emmanuel Tjeknavorian i brojni drugi.

## Sadašnjost
Tijekom godine, DSO priređuje niz ciklusa i glazbenih festivala kao što su Dubrovačko glazbeno proljeće, ciklus barokne glazbe Orlando Furioso, Međunarodni glazbeni festival opernih arija "Tino Pattiera", Međunarodni glazbeni festival Dubrovnik u pozno ljeto, Stradun Classic i Jesenji glazbeni moskar. Orkestar također redovito nastupa u sklopu Dubrovačkih ljetnih igara. Na svojem repertoaru veliku pozornost posvećuje dubrovačkim i hrvatskim skladateljima.
Tijekom koncertne sezone nastupa na koncertima u atriju Kneževog dvora, a ostvaruje i zapažena gostovanja po Hrvatskoj i inozemstvu.
Ravnatelj Dubrovačkog simfonijskog orkestra je Damir Milat, a šef dirigent Marc Tardue.

## Vanjske poveznice
Web stranica Dubrovačkog simfonijskog orkestra